# چاک ییگر
چارلز الوود چاک یِیگر (به انگلیسی: Charles Elwood "Chuck" Yeager) (زاده ۱۳ فوریه ۱۹۲۳ – درگذشته ۷ دسامبر ۲۰۲۰) ژنرال بازنشسته نیروی هوایی ایالات متحده آمریکا و خلبان آزمایشی سرشناس بود. او اولین خلبانی بود که دیوار صوتی را شکست.
چاک ییگر در زمان جنگ جهانی دوم خلبان بمب‌افکن پی-۵۱ ماستنگ بود. پس از جنگ او به عنوان خلبان آزمایشی در نیروی هوایی خدمت کرد. یِیگر دیوار صوتی را در ۱۴ اکتبر ۱۹۴۷ به وسیله هواپیمای آزمایشی بل ایکس-۱ برای اولین بار شکست و رکورد ۱ ماخ را در ارتفاع ۴۵۰۰۰ فوت ثبت کرد. چند سال بعد او این رکورد را به ۲/۶ ماخ افزایش داد.
در هشتمین پروازش جنگنده اش توسط یک جنگنده آلمانی مورد حمله قرار می‌گیرد و سقوط می‌کند ولی او با پرش با چتر نجات زنده می‌ماند و در خاک فرانسه که تحت اشغال آلمان بود فرود می‌آید اما می‌تواند فرار کند.
او همچنین طی جنگ جهانی دوم توانست ۱۱ جنگندهٔ آلمانی را ساقط کند و از این ۱۱ هواپیمایی که وی ساقط کرده‌است ۵ عدد از آن‌ها در یک پرواز اتفاق افتاده‌است.
ییگر در سن ۹۷ سالگی در اثر کهولت سن درگذشت.